# FIBA Afrika
 FIBA Afrika  (offiziell FIBA Africa) ist eine Zone des Weltbasketballverbandes FIBA, zu der 54 Nationalteams gehören. Die Gründung erfolgte 1961. Der Sitz ist Kairo und Abidjan.

## Nationalmannschaften
| Zone 1 - Algerien - Libyen - Marokko - Tunesien | Zone 2 - Kap Verde - Gambia - Guinea-Bissau - Guinea - Mali - Mauretanien - Senegal - Sierra Leone | Zone 3 - Benin - Burkina Faso - Elfenbeinküste - Ghana - Liberia - Niger - Nigeria - Togo | Zone 4 - Kamerun - Zentralafrikanische Republik - Tschad - Republik Kongo - Demokratische Republik Kongo - Äquatorialguinea - Gabun - São Tomé und Príncipe | Zone 5 - Burundi - Ägypten - Eritrea - Äthiopien - Kenia - Ruanda - Somalia - Sudan - Südsudan - Tansania - Uganda | Zone 6 - Angola - Botswana - Eswatini - Lesotho - Malawi - Mosambik - Namibia - Südafrika - Sambia - Simbabwe | Zone 7 - Dschibuti - Komoren - Madagaskar - Mauritius - Seychellen |

## Die zehn in der Weltrangliste bestplatzierten Mannschaften
→ Siehe auch: FIBA-Weltrangliste

### Herren
| Rang | Mannschaft                   | Punkte |
| ---- | ---------------------------- | ------ |
| 15   | Angola M                     | 143    |
| 18   | Nigeria                      | 109    |
| 23   | Tunesien                     | 65.6   |
| 36   | Elfenbeinküste               | 21.2   |
| 41   | Senegal                      | 18.2   |
| 43   | Kamerun                      | 16.2   |
| 46   | Ägypten                      | 14.4   |
| 54   | Kap Verde                    | 9.8    |
| 55   | Zentralafrikanische Republik | 8.8    |
| 59   | Marokko                      | 7.6    |

### Damen
| Rang | Mannschaft                   | Punkte |
| ---- | ---------------------------- | ------ |
| 18   | Mali                         | 81.8   |
| 20   | AngolaM                      | 67     |
| 20   | Senegal                      | 67     |
| 32   | Nigeria                      | 26.2   |
| 38   | Mosambik                     | 16.4   |
| 47   | Kamerun                      | 10.6   |
| 50   | Elfenbeinküste               | 9.8    |
| 60   | Tunesien                     | 5.2    |
| 61   | Demokratische Republik Kongo | 4.8    |
| 63   | Madagaskar                   | 4.0    |

M Momentaner Meister der Zone
(Stand: 5. November 2013)

## Angehörige Verbände
- Egyptian Basketball Federation (Ägypten)
- Federacion Guineana de Basquetebol (Äquatorialguinea)
- Ethiopian Basketball Federation (Äthiopien)
- Fédération Algérienne de Basketball (Algerien)
- Federação Angolana de Basquetebol (Angola)
- Fédération Béninois de Basketball (Benin)
- Botswana Basketball Association (Botswana)
- Fédération Burkinabe de Basketball (Burkina Faso)
- Fédération de Basketball du Burundi (Burundi)
- Federation Ivoirienne de Basket-Ball (Elfenbeinküste)
- Eritrean National Basketball Federation (Eritrea)
- Eswatini National Basketball Association (Eswatini)
- Fédération Camerounaise de Basketball (Kamerun)
- Fédération Congolaise de Basketball (Kongo)
- Fédération de basket-ball de la République démocratique du Congo (DR Kongo)
- Fédération Gabonaise de Basket-Ball (Gabun)
- Gambia Basketball Federation (Gambia)
- Ghana Basketball Association (Ghana)
- Fédération Guinéene de Basketball (Guinea)
- Federação de Basquetebol da Guiné-Bissau (Guinea-Bissau)
- Federação Caboverdiana de Basquetebol (Kap Verde)
- Kenya Basketball Federation (Kenia)
- Fédération Comorienne de Basketball (Komoren)
- Lesotho Basketball Association (Lesotho)
- Liberia Basketball Federation (Liberia)
- Libyan Arab Basketball Federation (Libyen)
- Fédération Malagasy de Basketball (Madagaskar)
- Basketball Association of Malawi (Malawi)
- Fédération Malienne de Basketball (Mali)
- Fédération Royale Marocaine de Basket-Ball (Marokko)
- Fédération de Basketball de la République Islamique de Mauritanie (Mauretanien)
- Mauritius Basketball Federation (Mauritius)
- Federação Moçambicana de Basquetebol (Mosambik)
- Namibia Basketball Federation (Namibia)
- Fédération Nigérienne de Basketball (Niger)
- Nigeria Basketball Federation (Nigeria)
- Fédération Rwandaise de Basketbal (Ruanda)
- Zambia Basketball Association (Sambia)
- Federação Santomense de Basquetebol (São Tomé und Príncipe)
- Fédération Sénégalaise de Basketball (Senegal)
- Basketball Fédération of Sierra Leone (Sierra Leone)
- Basketball Union of Zimbabwe (Simbabwe)
- Seychelles Basketball Federation (Seychellen)
- Somalia Basketball Federation (Somalia)
- Basketball South Africa (Südafrika)
- Sudan Basketball Association (Sudan)
- South Sudan Basketball Federation (Südsudan)
- Tanzania Basketball Federation (Tansania)
- Fédération Togolaise de Basket-Ball (Togo)
- Fédération Tchadienne de Basketball (Tschad)
- Fédération Tunisienne de Basket-Ball (Tunesien)
- Federation of Uganda Basketball Associations (Uganda)
- Fédération Centrafricaine de Basketball (Zentralafrikanische Republik)

## Wettbewerbe

### Für Nationalmannschaften
- Basketball-Afrikameisterschaft
- Basketball-Afrikameisterschaft der Damen
- U16-Basketball-Afrikameisterschaft

### Für Vereine
Herren:
- FIBA Africa Clubs Champions Cup

## Liste der FIBA-Africa-Board-Mitglieder

### 2023 bis 2027
| Funktion                  | Name                                       | Land                         | Zone | Belege      |
| ------------------------- | ------------------------------------------ | ---------------------------- | ---- | ----------- |
| Vorsitzender              | Anibal Manave                              | Mozambique                   | 6    | [ 1 ]       |
| Executive Director Africa | Alphonse Bilé                              | Elfenbeinküste               | 3    | [ 1 ]       |
| Schatzmeister             | Adel Eskandar Tooma                        | Ägypten                      | 5    | [ 1 ]       |
| Mitglied                  | Colonel Samuel Ahmedu                      | Nigeria                      | 3    | [ 1 ] [ 2 ] |
| Mitglied                  | Hadja Maïmouna Bah Diallo                  | Guinea                       | 2    | [ 1 ]       |
| Mitglied                  | Omar Barshushi                             | Libyen                       | 1    | [ 1 ]       |
| Mitglied                  | Fodé Amara Conde                           | Guinea                       | 2    | [ 1 ]       |
| Mitglied                  | Hesham Elhariri                            |                              | 5    | [ 1 ]       |
| Mitglied                  | Boineelo Hardy                             | Botswana                     | 6    | [ 1 ]       |
| Mitglied                  | Abdellatif Hatim                           | Marokko                      | 1    | [ 1 ]       |
| Mitglied                  | Justine Irung                              | Demokratische Republik Kongo | 4    | [ 1 ] [ 3 ] |
| Mitglied                  | Paulo Alexandre Madeira Rodrigues da Silva | Angola                       | 6    | [ 1 ]       |
| Mitglied                  | Lufama Makanda                             |                              |      | [ 1 ]       |
| Mitglied                  | Louis Abel Ntsay                           |                              | 7    | [ 1 ]       |
| Mitglied                  | Rokhaya Pouye                              | Senegal                      | 2    | [ 1 ]       |
| Mitglied                  | Jean Michel Ramaroson                      | Madagaskar                   | 7    | [ 1 ]       |
| Mitglied                  | Salma Ben Romdhane                         |                              |      | [ 1 ]       |
| Mitglied                  | Ambrose Tashobya                           | Uganda                       | 5    | [ 1 ]       |

## Liste der FIBA-Africa-Executive-Committee-Mitglieder

### 2023 bis 2027
| Funktion                  | Name                  | Belege |
| ------------------------- | --------------------- | ------ |
| Vorsitzender              | Anibal Manave         | [ 4 ]  |
| Executive Director Africa | Alphonse Bilé         | [ 4 ]  |
| Schatzmeister             | Adel Tooma            | [ 4 ]  |
| Mitglied                  | Fodé Amara Conde      | [ 4 ]  |
| Mitglied                  | Abdellatif Hatim      | [ 4 ]  |
| Mitglied                  | Jean Michel Ramaroson | [ 4 ]  |